# 4 Heures d'Estoril 2014
Navigation
Édition précédente Édition suivante
Les 4 Heures d'Estoril 2014, disputées le 19 octobre 2014 sur l'Circuit d'Estoril, sont la sixième édition de cette course, la première sur un format de quatre heures, sont la cinquième et dernière manche de l'European Le Mans Series 2014.

## Course

### Classement de la course
Voici le classement provisoire au terme de la course.
- Les vainqueurs de chaque catégorie sont signalés par un fond jauni.
- Pour la colonne Pneus, il faut passer le curseur au-dessus du modèle pour connaître le manufacturier de pneumatiques.

| Pos  | Classe | no | Écurie                     | Pilotes                                                           | Châssis                       | Pneus | Tours | Temps               |
| Pos  | Classe | no | Écurie                     | Pilotes                                                           | Moteur                        | Pneus | Tours | Temps               |
| ---- | ------ | -- | -------------------------- | ----------------------------------------------------------------- | ----------------------------- | ----- | ----- | ------------------- |
| 1    | LMP2   | 24 | Sébastien Loeb Racing      | Vincent Capillaire Jimmy Eriksson (en)                            | Oreca 03R                     | M     | 146   | 4 h 00 min 27 s 461 |
| 1    | LMP2   | 24 | Sébastien Loeb Racing      | Vincent Capillaire Jimmy Eriksson (en)                            | Nissan VK45DE 4.5 L V8 Atmo   | M     | 146   | 4 h 00 min 27 s 461 |
| 2    | LMP2   | 43 | Newblood par Morand Racing | Gary Hirsch Christian Klien Pierre Ragues                         | Morgan LMP2                   | D     | 146   | + 35 s 399          |
| 2    | LMP2   | 43 | Newblood par Morand Racing | Gary Hirsch Christian Klien Pierre Ragues                         | Judd HK 3.6 L V8 Atmo         | D     | 146   | + 35 s 399          |
| 3    | LMP2   | 38 | Jota Sport                 | Simon Dolan Harry Tincknell Filipe Albuquerque                    | Zytek Z11SN                   | D     | 146   | + 43 s 713          |
| 3    | LMP2   | 38 | Jota Sport                 | Simon Dolan Harry Tincknell Filipe Albuquerque                    | Nissan VK45DE 4.5 L V8 Atmo   | D     | 146   | + 43 s 713          |
| 4    | LMP2   | 34 | Race Performance           | Michel Frey Franck Mailleux Patric Niederhauser                   | Oreca 03                      | D     | 145   | + 1 tour            |
| 4    | LMP2   | 34 | Race Performance           | Michel Frey Franck Mailleux Patric Niederhauser                   | Judd HK 3.6 L V8 Atmo         | D     | 145   | + 1 tour            |
| 5    | LMP2   | 36 | Signatech Alpine           | Paul-Loup Chatin Nelson Panciatici Oliver Webb                    | Alpine A450B                  | D     | 145   | + 1 tour            |
| 5    | LMP2   | 36 | Signatech Alpine           | Paul-Loup Chatin Nelson Panciatici Oliver Webb                    | Nissan VK45DE 4.5 L V8 Atmo   | D     | 145   | + 1 tour            |
| 6    | LMP2   | 48 | Murphy Prototypes          | Pipo Derani James Littlejohn Tony Wells                           | Oreca 03R                     | D     | 144   | + 2 tours           |
| 6    | LMP2   | 48 | Murphy Prototypes          | Pipo Derani James Littlejohn Tony Wells                           | Nissan VK45DE 4.5 L V8 Atmo   | D     | 144   | + 2 tours           |
| 7    | LMP2   | 41 | Greaves Motorsport         | Matt McMurry Miguel Faísca James Fletcher                         | Zytek Z11SN                   | D     | 144   | + 2 tours           |
| 7    | LMP2   | 41 | Greaves Motorsport         | Matt McMurry Miguel Faísca James Fletcher                         | Nissan VK45DE 4.5 L V8 Atmo   | D     | 144   | + 2 tours           |
| 8    | LMP2   | 29 | Pegasus Racing             | Julien Schell Niki Leutwiler Jonathan Coleman                     | Morgan LMP2                   | D     | 141   | + 5 tours           |
| 8    | LMP2   | 29 | Pegasus Racing             | Julien Schell Niki Leutwiler Jonathan Coleman                     | Nissan VK45DE 4.5 L V8 Atmo   | D     | 141   | + 5 tours           |
| 9    | LMGTE  | 72 | SMP Racing                 | Andrea Bertolini Viktor Shaytar Sergey Zlobin                     | Ferrari 458 Italia GT2        | M     | 139   | + 7 tours           |
| 9    | LMGTE  | 72 | SMP Racing                 | Andrea Bertolini Viktor Shaytar Sergey Zlobin                     | Ferrari F142 GT 4.5 L V8 Atmo | M     | 139   | + 7 tours           |
| 10   | LMGTE  | 54 | AF Corse                   | Piergiuseppe Perazzini Marco Cioci Michael Lyons                  | Ferrari 458 Italia GT2        | M     | 138   | + 8 tours           |
| 10   | LMGTE  | 54 | AF Corse                   | Piergiuseppe Perazzini Marco Cioci Michael Lyons                  | Ferrari F142 GT 4.5 L V8 Atmo | M     | 138   | + 8 tours           |
| 11   | LMGTE  | 66 | JMW Motorsport             | Daniel McKenzie (en) George Richardson Daniel Zampieri            | Ferrari 458 Italia GT2        | D     | 138   | + 8 tours           |
| 11   | LMGTE  | 66 | JMW Motorsport             | Daniel McKenzie (en) George Richardson Daniel Zampieri            | Ferrari F142 GT 4.5 L V8 Atmo | D     | 138   | + 8 tours           |
| 12   | LMGTE  | 86 | Gulf Racing UK             | Michael Wainwright Adam Carroll Ben Barker                        | Porsche 911 GT3 RSR           | M     | 138   | + 8 tours           |
| 12   | LMGTE  | 86 | Gulf Racing UK             | Michael Wainwright Adam Carroll Ben Barker                        | Porsche 4.0 L Flat-6 Atmo     | M     | 138   | + 8 tours           |
| 13   | LMGTE  | 85 | Gulf Racing UK             | Roald Goethe Stuart Hall Dan Brown                                | Aston Martin V8 Vantage GTE   | M     | 138   | + 8 tours           |
| 13   | LMGTE  | 85 | Gulf Racing UK             | Roald Goethe Stuart Hall Dan Brown                                | Aston Martin 4.5 L V8 Atmo    | M     | 138   | + 8 tours           |
| 14   | LMGTE  | 56 | AT Racing                  | Alexander Talkanitsa, Sr. Alexander Talkanitsa, Jr. Pierre Kaffer | Ferrari 458 Italia GT2        | M     | 138   | + 8 tours           |
| 14   | LMGTE  | 56 | AT Racing                  | Alexander Talkanitsa, Sr. Alexander Talkanitsa, Jr. Pierre Kaffer | Ferrari F142 GT 4.5 L V8 Atmo | M     | 138   | + 8 tours           |
| 15   | GTC    | 87 | BMW Sport Trophy Marc VDS  | Bas Leinders Markus Palttala Henry Hassid                         | BMW Z4 GT3                    | M     | 137   | + 9 tours           |
| 15   | GTC    | 87 | BMW Sport Trophy Marc VDS  | Bas Leinders Markus Palttala Henry Hassid                         | BMW 4.4 L V8                  | M     | 137   | + 9 tours           |
| 16   | GTC    | 60 | Formula Racing             | Johnny Laursen Mikkel Mac Jan Magnussen                           | Ferrari 458 Italia GT3        | M     | 136   | + 10 tours          |
| 16   | GTC    | 60 | Formula Racing             | Johnny Laursen Mikkel Mac Jan Magnussen                           | Ferrari F136 4.5 L V8 Atmo    | M     | 136   | + 10 tours          |
| 17   | LMGTE  | 80 | Kessel Racing              | Michał Broniszewski Giacomo Piccini                               | Ferrari 458 Italia GT2        | M     | 136   | + 10 tours          |
| 17   | LMGTE  | 80 | Kessel Racing              | Michał Broniszewski Giacomo Piccini                               | Ferrari 4.5 L V8 Atmo         | M     | 136   | + 10 tours          |
| 18   | GTC    | 73 | SMP Racing                 | Olivier Beretta Anton Ladygin (de) David Markozov                 | Ferrari 458 Italia GT3        | M     | 136   | + 10 tours          |
| 18   | GTC    | 73 | SMP Racing                 | Olivier Beretta Anton Ladygin (de) David Markozov                 | Ferrari F136 4.5 L V8 Atmo    | M     | 136   | + 10 tours          |
| 19   | GTC    | 71 | SMP Racing                 | Kirill Ladygin Luca Persiani (en) Aleksey Basov (en)              | Ferrari 458 Italia GT3        | M     | 136   | + 10 tours          |
| 19   | GTC    | 71 | SMP Racing                 | Kirill Ladygin Luca Persiani (en) Aleksey Basov (en)              | Ferrari F136 4.5 L V8 Atmo    | M     | 136   | + 10 tours          |
| 20   | LMGTE  | 70 | AF Corse                   | Yannick Mallégol (pl) François Perrodo Emmanuel Collard           | Ferrari 458 Italia GT2        | M     | 136   | + 10 tours          |
| 20   | LMGTE  | 70 | AF Corse                   | Yannick Mallégol (pl) François Perrodo Emmanuel Collard           | Ferrari F142 GT 4.5 L V8 Atmo | M     | 136   | + 10 tours          |
| 21   | LMGTE  | 76 | IMSA Performance Matmut    | Raymond Narac Nicolas Armindo Christina Nielsen                   | Porsche 911 GT3 RSR           | M     | 135   | + 11 tours          |
| 21   | LMGTE  | 76 | IMSA Performance Matmut    | Raymond Narac Nicolas Armindo Christina Nielsen                   | Porsche 4.0 L Flat-6 Atmo     | M     | 135   | + 11 tours          |
| 22   | GTC    | 98 | ART Grand Prix             | Kevin Korjus Grégoire Demoustier Yann Goudy (en)                  | McLaren MP4-12C GT3           | M     | 134   | + 12 tours          |
| 22   | GTC    | 98 | ART Grand Prix             | Kevin Korjus Grégoire Demoustier Yann Goudy (en)                  | McLaren 3.8 L V8 Turbo        | M     | 134   | + 12 tours          |
| 23   | GTC    | 78 | Team Russia by Barwell     | Leo Machitski Timur Sardarov Jonny Cocker                         | BMW Z4 GT3                    | M     | 134   | + 12 tours          |
| 23   | GTC    | 78 | Team Russia by Barwell     | Leo Machitski Timur Sardarov Jonny Cocker                         | BMW 4.4 L V8                  | M     | 134   | + 12 tours          |
| 24   | GTC    | 95 | AF Corse                   | Adrien De Leener Cédric Sbirrazzuoli                              | Ferrari 458 Italia GT3        | M     | 133   | + 13 tours          |
| 24   | GTC    | 95 | AF Corse                   | Adrien De Leener Cédric Sbirrazzuoli                              | Ferrari F136 4.5 L V8 Atmo    | M     | 133   | + 13 tours          |
| 25   | LMGTE  | 67 | IMSA Performance Matmut    | Erik Maris Jean-Marc Merlin Éric Hélary                           | Porsche 911 GT3 RSR           | M     | 133   | + 13 tours          |
| 25   | LMGTE  | 67 | IMSA Performance Matmut    | Erik Maris Jean-Marc Merlin Éric Hélary                           | Porsche 4.0 L Flat-6 Atmo     | M     | 133   | + 13 tours          |
| 26   | GTC    | 63 | AF Corse                   | Mads Rasmussen Filipe Barreiros Francisco Guedes                  | Ferrari 458 Italia GT3        | M     | 132   | + 14 tours          |
| 26   | GTC    | 63 | AF Corse                   | Mads Rasmussen Filipe Barreiros Francisco Guedes                  | Ferrari F136 4.5 L V8 Atmo    | M     | 132   | + 14 tours          |
| 27   | GTC    | 92 | Ombra Racing (en)          | Mario Cordoni Marco Zanuttini Andrea Montermini                   | Ferrari 458 Italia GT3        | M     | 131   | + 15 tours          |
| 27   | GTC    | 92 | Ombra Racing (en)          | Mario Cordoni Marco Zanuttini Andrea Montermini                   | Ferrari F136 4.5 L V8 Atmo    | M     | 131   | + 15 tours          |
| 28   | GTC    | 59 | Team SOFREV-ASP            | Christophe Bourret Pascal Gibon Jean-Philippe Belloc              | Ferrari 458 Italia GT3        | M     | 131   | + 15 tours          |
| 28   | GTC    | 59 | Team SOFREV-ASP            | Christophe Bourret Pascal Gibon Jean-Philippe Belloc              | Ferrari F136 4.5 L V8 Atmo    | M     | 131   | + 15 tours          |
| 29   | GTC    | 57 | SMP Racing                 | Boris Rotenberg Mika Salo Maurizio Mediani                        | Ferrari 458 Italia GT3        | M     | 127   | + 19 tours          |
| 29   | GTC    | 57 | SMP Racing                 | Boris Rotenberg Mika Salo Maurizio Mediani                        | Ferrari F136 4.5 L V8 Atmo    | M     | 127   | + 19 tours          |
| 30   | LMGTE  | 55 | AF Corse                   | Duncan Cameron Matt Griffin Michele Rugolo                        | Ferrari 458 Italia GT2        | M     | 116   | + 30 tours          |
| 30   | LMGTE  | 55 | AF Corse                   | Duncan Cameron Matt Griffin Michele Rugolo                        | Ferrari F142 GT 4.5 L V8 Atmo | M     | 116   | + 30 tours          |
| Abd. | LMP2   | 28 | Greaves Motorsport         | Luciano Bacheta (en) Mark Shulzhitskiy (en)                       | Zytek Z11SN                   | D     | 135   |                     |
| Abd. | LMP2   | 28 | Greaves Motorsport         | Luciano Bacheta (en) Mark Shulzhitskiy (en)                       | Nissan VK45DE 4.5 L V8 Atmo   | D     | 135   |                     |
| Abd. | LMGTE  | 58 | Team SOFREV-ASP            | Anthony Pons Soheil Ayari Fabien Barthez                          | Ferrari 458 Italia GT2        | M     | 116   |                     |
| Abd. | LMGTE  | 58 | Team SOFREV-ASP            | Anthony Pons Soheil Ayari Fabien Barthez                          | Ferrari F142 GT 4.5 L V8 Atmo | M     | 116   |                     |
| Abd. | GTC    | 75 | Prospeed Competition       | Paul Van Splunteren Gilles Vannelet Maxime Soulet                 | Porsche 911 GT3 R             | M     | 91    |                     |
| Abd. | GTC    | 75 | Prospeed Competition       | Paul Van Splunteren Gilles Vannelet Maxime Soulet                 | Porsche 4.0 L Flat-6 Atmo     | M     | 91    |                     |
| Abd. | LMP2   | 46 | Thiriet par TDS Racing     | Pierre Thiriet Ludovic Badey Tristan Gommendy                     | Ligier JS P2                  | D     | 62    |                     |
| Abd. | LMP2   | 46 | Thiriet par TDS Racing     | Pierre Thiriet Ludovic Badey Tristan Gommendy                     | Nissan VK45DE 4.5 L V8 Atmo   | D     | 62    |                     |
| Abd. | GTC    | 99 | ART Grand Prix             | Ricardo González Karim Ajlani Alex Brundle                        | McLaren MP4-12C GT3           | M     | 23    |                     |
| Abd. | GTC    | 99 | ART Grand Prix             | Ricardo González Karim Ajlani Alex Brundle                        | McLaren 3.8 L V8 Turbo        | M     | 23    |                     |

## Pole position et record du tour
- Pole position : Harry Tincknell sur n°38 Jota Sport en 1 min 29 s 497
- Meilleur tour en course : Pipo Derani sur n°48 Murphy Prototypes en 1 min 32 s 854 au 3e tour.

## Tours en tête
- no 38 Zytek Z11SN - Jota Sport : 33 tours (1-30 / 33 / 62-63)[2]
- no 46 Ligier JS P2 - Thiriet par TDS Racing : 5 tours (31 / 58-61)
- no 24 Oreca 03R - Sébastien Loeb Racing : 5 tours (32 / 113-117 / 122-146)
- no 36 Alpine A450B - Signatech Alpine : 73 tours (34-57 / 64-112)
- no 43 Morgan LMP2 - Newblood par Morand Racing : 4 tours (118-121)